# Peter Wilson (tiratore a volo)
Peter Robert Russell Wilson (Dorchester, 15 settembre 1986) è un tiratore a volo britannico, vincitore di una medaglia d'oro ai Giochi olimpici di Londra 2012.

## Palmarès

### Giochi olimpici
- 1 medaglia:
  - 1 oro (double trap a Londra 2012).

### Campionati europei
- 1 medaglia:
  - 1 argento (double trap a Kazan' 2010).

### Campionati europei juniores
- 1 medaglia:
  - 1 oro (double trap a Maribor 2006).